# میزان بارش مراکز استان‌های ایران
متوسط مجموع بارش سالیانه مراکز استان‌های ایران از بدو تأسیس ایستگاه هواشناسی آن شهرها تا سال ۲۰۱۰ (به جز ساری). منبع این آمار، آرشیو اطلاعات هواشناسی در تارنمای سازمان هواشناسی ایران است.

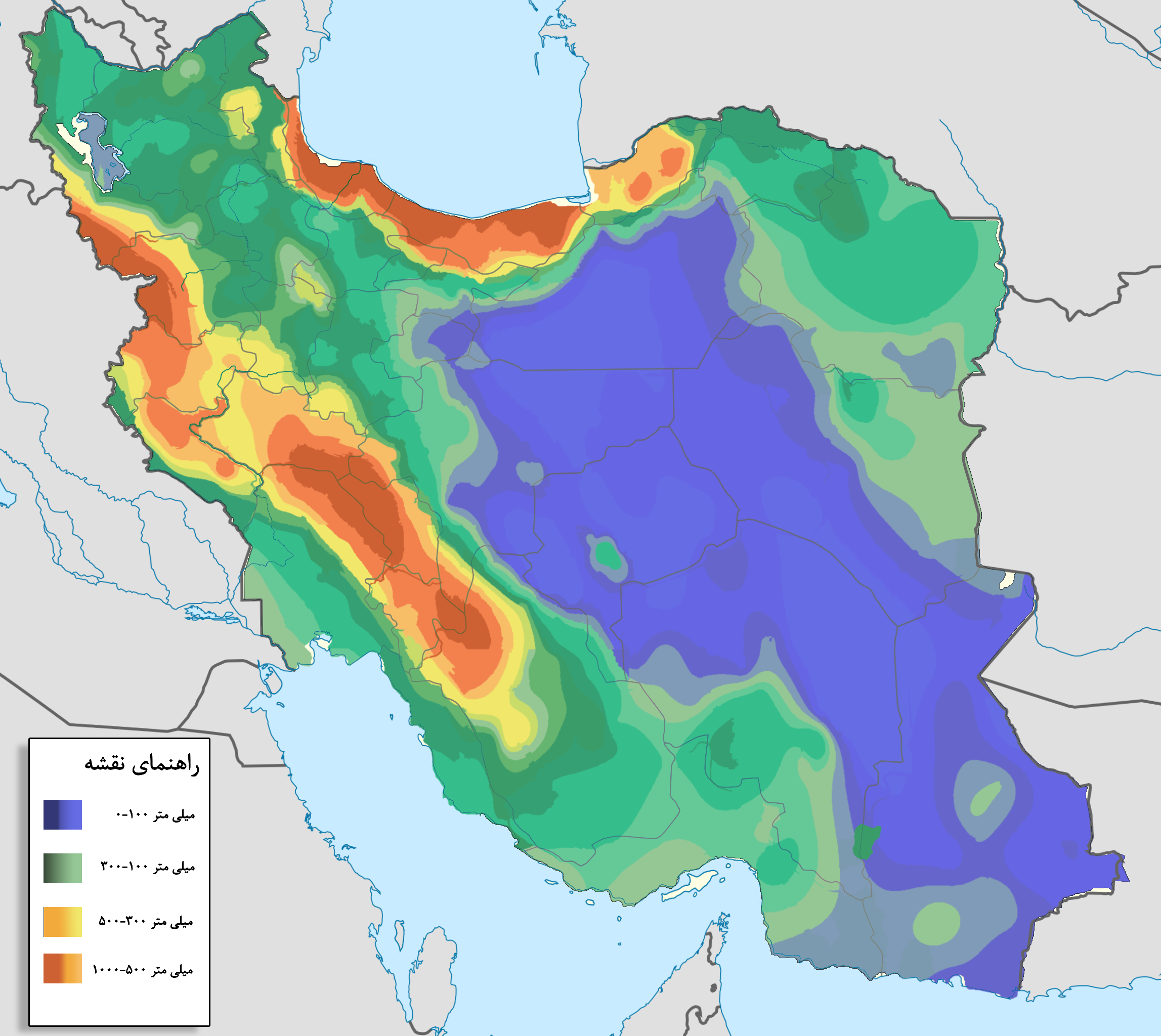
نقشه میزان بارش در ایران

| رتبه | مرکز استان      | مجموع بارندگی سالیانه به میلیمتر | دوره‌ی آمارگیری |
| ---- | --------------- | -------------------------------- | -------------- |
| ۱    | رشت             | ۱۳۳۷٫۵                           | ۱۹۵۷-۲۰۱۰      |
| ۲    | یاسوج           | ۷۹۶                              | ۱۹۸۷-۲۰۱۰      |
| ۳    | ساری            | ۷۹۰                              | ۱۹۹۹-۲۰۰۵      |
| ۴    | ایلام           | ۵۸۳٫۷                            | ۱۹۸۶-۲۰۱۰      |
| ۵    | گرگان           | ۵۸۳                              | ۱۹۵۲-۲۰۱۰      |
| ۶    | خرم‌آباد         | ۵۰۴٫۳                            | ۱۹۵۶-۲۰۱۰      |
| ۷    | سنندج           | ۴۴۹٫۹                            | ۱۹۵۹-۲۰۱۰      |
| ۸    | کرمانشاه        | ۴۴۳٫۲                            | ۱۹۵۱-۲۰۱۰      |
| ۹    | تهران(اقدسیه)   | ۴۲۶                              | ۱۹۸۸-۲۰۱۰      |
| ۱۰   | ارومیه          | ۳۳۸٫۹                            | ۱۹۵۱-۲۰۱۰      |
| ۱۱   | اراک            | ۳۳۷٫۱                            | ۱۹۵۵-۲۰۱۰      |
| ۱۲   | شیراز           | ۳۳۴٫۷                            | ۱۹۵۱-۲۰۱۰      |
| ۱۳   | شهرکرد          | ۳۲۱٫۸                            | ۱۹۵۵-۲۰۱۰      |
| ۱۴   | تهران(ژئوفیزیک) | ۳۲۱٫۳                            | ۱۹۶۳-۲۰۱۰      |
| ۱۵   | همدان           | ۳۱۷٫۷                            | ۱۹۷۶-۲۰۱۰      |
| ۱۶   | زنجان           | ۳۱۱                              | ۱۹۷۶-۲۰۱۰      |
| ۱۷   | اردبیل          | ۲۹۵                              | ۱۹۵۹-۲۰۱۰      |
| ۱۸   | قزوین           | ۲۸۵                              | ۱۹۵۱-۲۰۱۰      |
| ۱۹   | تبریز           | ۲۸۳                              | ۱۹۵۵-۲۰۱۰      |
| ۲۰   | بوشهر           | ۲۶۸                              | ۱۹۵۱-۲۰۱۰      |
| ۲۱   | کرج             | ۲۶۵                              | ۱۹۵۱-۲۰۱۰      |
| ۲۲   | بجنورد          | ۲۶۰                              | ۱۹۷۷-۲۰۱۰      |
| ۲۳   | مشهد            | ۲۵۰                              | ۱۹۵۱-۲۰۱۰      |
| ۲۴   | تهران(مهرآباد)  | ۲۳۱                              | ۱۹۸۵-۲۰۱۰      |
| ۲۵   | اهواز           | ۲۰۹٫۲                            | ۱۹۵۱-۲۰۱۰      |
| ۲۶   | بندرعباس        | ۱۷۶٫۱                            | ۱۹۵۷-۲۰۱۰      |
| ۲۷   | مشریف           | ۱۶۸٫۵                            | ۱۹۵۵-۲۰۱۰      |
| ۲۸   | قم              | ۱۴۸٫۲                            | ۱۹۸۶-۲۰۱۰      |
| ۲۹   | کرمان           | ۱۴۲٫۳                            | ۱۹۶۵-۲۰۱۰      |
| ۳۰   | اصفهان          | ۱۳۰                              | ۱۹۵۱-۲۰۱۰      |
| ۳۱   | سمنان           | ۱۲۵                              | ۱۹۵۱-۲۰۱۰      |
| ۳۲   | زاهدان          | ۸۹                               | ۱۹۵۱-۲۰۱۰      |
| ۳۳   | یزد             | ۵۹٫۲                             | ۱۹۵۹-۲۰۱۰      |